# Ayesha Siddiqa
Ayesha Siddiqa (en ourdou : عائِشہ صِدّیقہ) est une politologue pakistanaise et chercheuse au sein du SOAS, née le 7 avril 1966 à Lahore. Elle est spécialisée dans les affaires militaires pakistanaises et ses réseaux économiques.
Elle a entamé ses études supérieures au Kinnaird College for Women de sa ville natale. Devenue enseignante-chercheuse, elle a dirigé des cours à l'Université de Pennsylvanie et l'Université Johns-Hopkins aux États-Unis ainsi qu'à l'Université Quaid-i-Azam au Pakistan.

## Publications
- (en) Ayesha Siddiqa, Pakistan's Arms Procurement and Military Buildup, 1979-99 : In Search of a Policy, Palgrave Macmillan, 2001, 248 p. (ISBN 978-1-349-40677-7)
- (en) Ayesha Siddiqa, Military Inc. : Inside Pakistan's Military Economy, Pluto Press, 2007, 304 p. (ISBN 978-0-7453-2545-3)
- Ayesha Siddiqa, Pakistan : le pouvoir des militaires, Outre-Terre, 2010 (lire en ligne)
- Ayesha Siddiqa (trad. Dimitrios Karakostas), Le Pakistan peut-il se permettre de perdre le Moyen-Orient ?, Revue défense nationale, 2016 (lire en ligne)